# Hava Mahal
Hava Mahal je palača v mestu Džaipur v Indiji. Zgrajena je iz rdečega in rožnatega peščenjaka na robu Mestne palače v Džaipurju in se razteza do Zenane ali ženskih soban.
Strukturo je leta 1799 zgradil maharadža Savai Pratap Singh, vnuk maharadže Savai Džai Singha, ustanovitelja mesta Džhundžhunu v zvezni državi Radžastan. Bil je tako navdihnjen z edinstveno strukturo Khetri Mahal, da je zgradil to veliko in zgodovinsko palačo.
Oblikoval jo je Lal Čand Ustad. Njena petnadstropna zunanjost je podobna satju s svojimi 953 majhnimi okni, imenovanimi džharokhas, okrašenimi z zapleteno mrežo. Prvotni namen zasnove rešetke je bil omogočiti kraljevim damam, da opazujejo vsakdanje življenje in festivale, ki se praznujejo na ulici spodaj, ne da bi jih opazili. Ta arhitekturna značilnost je omogočala tudi prehajanje hladnega zraka zaradi Venturijevega učinka, zaradi česar je bilo celotno območje prijetnejše med visokimi poletnimi temperaturami. Mnogi ljudje vidijo Hava Mahal z uličnega pogleda in mislijo, da je sprednji del palače, vendar je zadnji del.
Leta 2006 so se po 50-letnem premoru začela obnovitvena dela na Mahalu, da bi spomenik prenovili, ocenjeni stroški pa znašajo 4,568 milijona Rs. Podjetniški sektor je pomagal ohraniti zgodovinske spomenike Džaipurja, indijski enotni sklad pa je sprejel Hava Mahal v vzdrževanje. Palača je razširjen del ogromnega kompleksa. V kamnu izklesani zasloni, majhna okna in obokane strehe so nekatere od značilnosti te priljubljene turistične točke. Spomenik ima tudi prefinjeno modelirane viseče konzole.

## Arhitektura
Ta palača je petnadstropni spomenik v obliki piramide, ki se dviga na približno 15 m. Zgornja tri nadstropja imajo širino ene sobe, prvo in drugo nadstropje pa imata pred seboj terase. Sprednja višina, gledano z ulice, je podobna satju z majhnimi odprtinami. Vsaka luknja ima miniaturna okna in izrezljane rešetke iz peščenjaka, zaključke in kupole. Daje videz množice polosmerokotnih obokov, ki dajejo spomeniku edinstveno fasado. Notranje lice na hrbtni strani stavbe je sestavljeno iz prostorov, zgrajenih s stebri in hodniki z minimalnimi okraski, ki segajo do zgornjega nadstropja. Notranjost palače je bila opisana kot »sobe iz različnih barvnih marmorja, razbremenjene z intarziranimi ploščami ali pozlato; središče dvorišča pa krasijo fontane«.
Lal Čand Usta je bil arhitekt. Vgrajeni peščenjak rdeče in rožnate barve, ki se ujema z dekorjem drugih spomenikov v mestu, njegova barva v celoti priča o vzdevku rožnatega mesta, ki je bil podeljen Džaipurju. Njena fasada z 953 nišami z zapleteno izrezljanimi džharokhas (nekatere so izdelane iz lesa) je oster kontrast z navadno zadnjo stranjo strukture. Njena kulturna in arhitekturna dediščina je odraz spoja hindujske radžputske arhitekture in islamske mogulske arhitekture; radžputski slog je viden v obliki kupolastih nadstreškov, nažlebljenih stebrov, lotosa in cvetličnih vzorcev, islamski slog pa kot očiten v filigranskih delih s kamnitimi vložki in lokih (kar se razlikuje od njegove podobnosti s Panč Mahalom v Fatehpur Sikriju).
Vstop v Hava Mahal s strani Mestne palače je skozi cesarska vrata. Odpira se v veliko dvorišče, ki ima na treh straneh dvonadstropne stavbe, na vzhodni strani pa ga oklepa Hava Mahal. Na tem dvorišču je tudi arheološki muzej.
Hava Mahal je bila znana tudi kot glavni kuhar maharadže Džai Singha, saj je bilo to njegovo najljubše letovišče zaradi elegance in vgrajene notranjosti Mahala. Hladilni učinek v sobah, ki ga zagotavljal vetrič, ki prehaja skozi majhna okna na fasadi, je bil okrepljen s fontanami v središču vsake od sob.
Zgornji dve nadstropji Hava Mahala sta dostopni samo prek klančin. Mahal vzdržuje arheološki oddelek vlade Radžastana.

## Galerija
- Zadnji del znamenite fasade iz notranjosti Hawa Mahala
- Pogled od zadaj z dvema najbolj okrašenima zgornjima nadstropjema
- Pogled od zadaj proti Samrat Yantri Jantar Mantarja na tej fotografiji v zgornjem desnem kotu v obliki nagnjene stene. Isarlat je viden tudi na tej fotografiji v levem zgornjem kotu kot velik stolp.
- Zgornja vzhodna stran v nevihtnem popoldnevu
- Pogled od zadaj na Hawa Mahal
- Detajli vzhodne stene
- Vodnjak znotraj Hawa Mahala